# Теофил Панчић
Теофил Панчић (Скопље, 6. јул 1965 — Нови Сад, 3. фебруар 2025) био је српски новинар, колумниста и критичар. Писао је превасходно за београдски недељник Време. Критичке и аналитичке текстове објављивао је и у бројним листовима и часописима из Србије и других бивших југословенских република, као и у публикацијама из Сједињених Америчких Држава, Русије и више европских земаља. Био је уредник недељника Време и радио као политички коментатор радија Слободна Европа. Добитник је новинске награде Југ Гризељ, 1999. године. Живео је и радио у Земуну и Новом Саду.

## Биографија
Од треће до седме године живео је у Пироту, да би се касније преселио у Загреб. Од 1999. године радио је као политички коментатор радија Слободна Европа.
Објављивао је текстове и колумне у низу часописа међу којима су: Наша Борба, Република, Глобус, Дани, Сарајевске свеске, Дневник, Независни, Војводина, Побједа, Монитор итд.
У библиотеци  век, објављена је његова прва књига Урбани Бушмани — Живот и смрт у српском посткомунизму. Ова књига је збирка новинских есеја и колумни, чија је заједничка тема распад старог система вредности у српском друштву деведесетих година и рађање новог политичког, културног и економског поретка вредности у сенци ратова, репресије и закаснеле транзиције.
Аутор у овим текстовима настоји да покаже како се архаичне идеје и концепти лажне интелектуалне елите погубно одражавају на стварност српског друштва, које Панчић означава као дезоријентисано.
Иста издавачка кућа, 2004. године објављује другу Панчићеву збирку есеја и колумни, под насловом Чувари бенгалске ватре. Ова књига је својеврстан наставак Урбаних Бушмана, на шта указује и њен поднаслов- Живот и смрт у српском посткомунизму II. Овде се Панчић бави периодом који почиње падом Слободана Милошевића, а завршава се убиством Зорана Ђинђића. Аутор овај период назива „временом постдемократске какофоније”.
Издавачка кућа Беополис, 2006. године објављује дело Особени знаци, које представља збирку текстова објављених у забаченим рубрикама. Заправо, ово је Панчићева збирка есеја и приповедака, које је писао дозвољавајући да његово приповедачко ЈА узме учешћа у причи.
Исте године изашле су још две Панчићеве књиге, збирка књижевних критика На хартијском задатку и збирка колумни Фамозних 400 километара. Његова последња књига објављена је 2006. године, под насловом Карма Кома, која садржи текстове објављене током 2006. године у истоименој ауторовој колумни у новосадском листу Дневник.
Дана 24. јула 2010. године око 23 часа на станици на Тргу Бранка Радичевића у Земуну, у аутобусу број 83 градског саобраћајног предузећа, Панчића су напала два мушкарца. По извештајима, нападачи су металним шипкама ударали Панчића по глави и телу, што је изазвало контузију лобање и повреде десне руке. Овај напад су осудиле многобројне јавне личности и организације међу којима су и председник Србије Борис Тадић, Председник владе Војводине, Министарство културе, Министар унутрашњих послова Ивица Дачић и удружења новинара.
Био је члан Независног друштва новинара Војводине.
Преминуо је 3. фебруар 2025. године након дуге и тешке болести.

## Дела
- Урбани Бушмани, XX век, Београд 2001. година
- Чувари бенгалске ватре, XX век, Београд 2004. година
- Особени знаци, Беополис, Београд 2006. година
- На хартијском задатку, Дневник, Нови Сад 2006. година
- Фамозних 400 километара, В. Б. З., Загреб 2006. година
- Карма Кома, XX век, Београд 2007. година
- Кроз клисурине, XX век, Београд 2007. година
- Пешчани спруд, Пешчаник, Београд 2008. година
- Пепео без баште, Дневник, Нови Сад 2008. година
- Камен тражи прозор, Ренде, Београд 2009. година
- Блесава певачица, Дневник, Нови Сад 2010. година
- Времеплов на ремонту, XX век, Београд 2010. година
- Страница фантомских возова, КЦНС, Нови Сад 2011. година
- Плавушина дилема, Цензура, Нови Сад 2011. година
- Критика ватрене моћи, XX век, Београд 2013. година
- Привођење Бубе Ердељан, Чаробна књига, Нови Сад 2013. година
- Носорози са шеширима, Карпос, Београд 2013. година
- Алеја Виктора Бубња, Наклада Љевак & СНВ, Загреб 2013. година
- Гост из галаксије, Хена цом, Загреб 2014. година
- 39 дана јуна, Геопоетика, Београд 2014. година
- Пилуле против заборава, Време, Београд, 2016.[4]